# Нерозлучник чорнокрилий
Нерозлучник чорнокрилий (Agapornis taranta) — вид папуг.

## Поширення
Вид поширений в Ефіопії та Еритреї. Трапляється у рідколіссях на височинах та у гірських районах.

## Опис
Птах завдовжки до 16 см, вагою 49-66 г. Основне оперення зелене, у самців яскравіше, у самиць тьмяніше. Кінчики крил та хвоста чорні. У самців лоб та навколоочне кільце червоне. В обох статей червоний дзьоб і сірі ноги.

## Спосіб життя
Трапляється зграйками до 10 птахів. Живиться насінням. Гніздо облаштовує у порожнинах дерев. В кладці 3-4 білих яєць. Самиця висиджує яйця протягом 23 днів, а пташенята вилітають з гнізда приблизно через 45 днів після вилуплення.